# María (álbum de Niña Pastori)
María es el cuarto álbum de estudio de Niña Pastori, publicado por Sony Music. Este álbum cuenta con grandes éxitos de la carrera de Pastori, como Amor de San Juan, De boca en boca o Válgame Dios. Este álbum fue maquetado y planificado por la misma Niña Pastori y su compañero Julio Jiménez Borja, alias Chaboli. Así, este último fue el que produjo todas las canciones del disco excepto dos, “Amor de San Juan” y “De boca en boca”, las cuales fueron producidas por su autor, el cordobés Manuel Ruiz Queco. El álbum fue reeditado en 2006, añadiendo el Ave María, el cual le cantó al papa Juan Pablo II.

## Listado de canciones
1. Amor de San Juan
2. Aire de molino
3. Dulce canela
4. El color del agua
5. Dime quién soy yo
6. De boca en boca
7. De mil colores
8. Quién te va a querer
9. Tú dime
10. Gira y que gira
11. Válgame Dios
12. Ave María (solo en la reedición)

- Datos: Q60824277